# Гентский договор
Гентский договор (англ. Treaty of Ghent) — мирный договор между США и Великобританией, положивший конец англо-американской войне 1812 года и восстановивший довоенные границы. Подписан 24 декабря 1814 года в Генте (Суверенное княжество объединённых Нидерландов, ныне Бельгия).
Договор был одобрен Парламентом Великобритании и ратифицирован принцем-регентом (будущий король Георг IV) 30 декабря 1814 года. Вместе с тем новости о подписании договора дошли до Штатов только через месяц, только после победы войск генерала Эндрю Джексона под Новым Орлеаном, состоявшейся 8 января 1815 года. Договор был ратифицирован 16 февраля 1815 года после единогласного одобрения Сенатом США, а 17 февраля 1815 года подписан Президентом США Джеймсом Мэдисоном (в тот же день состоялся обмен ратификационными грамотами).
Договор положил начало более чем 200-летним мирным отношениям между Великобританией и США, несмотря на несколько трудных моментов (например, Инцидент с судном Trent 1861 года, британское вмешательство в гражданскую войну в США (поддержка южных штатов) и фенианские набеги 1866—1871 годах).

## Предыстория
После свержения Наполеона Бонапарта в апреле 1814 года британская общественность настаивала бросить все силы на победоносное завершение англо-американской войны. Посол США в Лондоне сообщал госсекретарю Джеймсу Монро:

Столько людей наслаждаются войной, что моя надежда заключить мир теперь меньше, чем когда-либо. Вы прочитаете в газетах, что из Бордо в США он отправит огромные силы, на повестке дня которых — раскол штатов и их завоевание. Более умеренные думают, что когда наше побережье будет разорено, мы согласимся на границы, лишающие нас выхода к озёрам; наш отказ от претензий на Луизиану, разрешение привилегий на ловлю рыбы у берегов и т.д. — вот приемлемые условия для мира с нами.
Оригинальный текст (англ.)There are so many who delight in War that I have less hope than ever of our being able to make peace. You will perceive by the newspapers that a very great force is to be sent from Bordeaux to the United States, and the order of the day is division of the States and conquest. The more moderate think that when our Seaboard is laid waste and we are made to agree to a line which shall exclude us from the lake; to give up a part of our claim on Louisiana and the privilege of fishing on the banks, etc. peace may be made with us.

Однако британский премьер-министр лорд Ливерпул знал о том, что многие недовольны расходами на войну, а купцы в Ливерпуле и Бристоле требовали возобновить торговлю с Америкой, поскольку британцы могли понести гораздо больше убытков, чем получить выгоду от затяжной войны.
Отвергнув посредничество России в мирных переговорах, Великобритания в 1814 году после победы над Наполеоном изменила свои цели: уже не было нужды прерывать франко-американскую торговлю и принудительно вербовать моряков с американских судов на свой флот. В августе начались переговоры в Генте, куда американцы отправили своих пятерых делегатов: Джона Куинси Адамса, Генри Клея, Джеймса Бейарда-старшего, Джонатана Расселла и Альберта Галлатина. За исключением Расселла, все были серьёзными политическими деятелями, а Адамс был во главе этой делегации. От британцев были направлены мелкие чиновники, которые, однако, поддерживали связь с высокопоставленными политиками в Лондоне. Британцы ставили своей целью не столько завершить войну в Северной Америке, сколько сохранить баланс сил после победы над наполеоновской Францией и вернуть на трон дружественных британцам Бурбонов.

## Ход переговоров
В августе 1814 года в Генте начались переговоры, на которых американцы решили не выдвигать претензии Мэдисона, который требовал прекратить принудительную вербовку американцев на британский флот и уступить Канаду. В итоге инициатива перешла к британцам, которые потребовали создать независимое индейское государство на территории северо-запада Штатов в то время (от Огайо до Висконсина), намереваясь его поддерживать как буферное государство, чтобы сдержать американскую экспансию. Американцы это требование отклонили, не собираясь включать индейцев в обсуждение мирного договора. Адамс настаивал, что прецедента в соглашениях между Европой и США не было, поэтому невозможно юридически отвергать законные претензии США на индейские земли. Адамс тем самым выразил серьёзный империалистский настрой США признавать суверенитет над всеми народами, проживавшими на территории Штатов в те годы. Буферное государство считалось для британцев условием sine qua non (обязательным и необходимым), а отказ американцев принимать его грозил срывом переговоров. В конце концов, британцы пошли на попятную и приняли статью IX, в которой оба государства обязались заключить мир с индейскими племенами и признать за ними все права и обязанности, утверждённые в 1811 году.
Рассчитывая на свои военные успехи в штате Нью-Йорк, британцы потребовали от американцев не размещать флот на Великих озёрах и запросили для себя права на транзит по реке Миссисипи в обмен на сохранение за американцами рыболовных привилегий у побережья Ньюфаундленда. Американцы отклонили их претензии, и переговоры зашли в тупик, причём после публикации британцев вся американская общественность потребовала немедленно прекратить переговоры и продолжать войну.
Во время ведения переговоров британцы четыре раза вторгались на территорию США. Одна из групп ворвалась в Вашингтон и сожгла его дотла, однако развить успех не смогла, потерпев поражение в битве за Балтимор и эвакуировавшись после гибели командира. Небольшая группа со стороны Нью-Брансуика вступила в Округ Мэн, заняв северо-восточную часть и несколько городов на побережье. Однако более важными были два последующих вторжения: в северной части штата Нью-Йорк 10 тысяч британцев совершили марш-бросок на юг, чтобы отрезать связь США с Новой Англией, однако были разбиты при Платсберге и отступили в Канаду, а командира британцев потребовали предать военному трибуналу. Новости о том, что происходило с британцами во время битвы при Новый Орлеан, на момент переговоров ещё не достигли.
Британский премьер-министр обратился к герцогу Веллингтону отправиться в Канаду и принять командование войсками, чтобы помочь завершить войну победой. Веллингтон сказал, что с удовольствием отправился бы, однако его услуги требовались британским войскам в Европе. Он также заявил, что Великобритания не имеет права требовать территориальных уступок от Штатов:

Думаю, у вас нет права при состоянии войны требовать отделения какой-либо территории от США. Вы не смогли перенести войну на территорию противника, несмотря на ваши военные успехи и нынешнее непревзойдённое военное превосходство, и не зачистили свою территорию для атаки. Вы не можете ни на каких принципах равенства в переговорах требовать уступки территорий кроме как обмена на другие преимущества, которые у вас есть... А если это рассуждение верны, зачем оговаривать uti possidetis? Территорию вы не получите: напротив, результаты ваших военных операций, даже похвальные, не дают вам права что-либо требовать.
Оригинальный текст (англ.)I think you have no right, from the state of war, to demand any concession of territory from America.... You have not been able to carry it into the enemy's territory, notwithstanding your military success, and now undoubted military superiority, and have not even cleared your own territory on the point of attack. You cannot on any principle of equality in negotiation claim a cession of territory except in exchange for other advantages which you have in your power... Then if this reasoning be true, why stipulate for the uti possidetis? You can get no territory: indeed, the state of your military operations, however creditable, does not entitle you to demand any.

У правительства не было выбора, кроме как признать правоту Веллингтона. Лорд Ливерпул сообщил министру иностранных дел Роберту Каслри, находившемуся в Вене, о намерениях британцев завершить войну, перечислив причины для перехода к мирным переговорам, в том числе неудачные результаты Венского конгресса, риски возобновления революционных войн Францией и финансовые проблемы правительства, но не сообщил о росте недовольства со стороны обычных граждан, о претензиях британских купцов и о возможных поражениях британцев по итогам войны. После месяцев переговоров и многократных переходов инициативы от одной стороны к другой американцы и британцы сошлись на необходимости заключения мира, поскольку вывоз товаров был попросту невозможен; более того, свержение Наполеона лишило британский флот необходимости блокировать торговлю США с Францией или насильно вербовать американцев, а британцы занимались больше восстановлением разрушенной войнами Европы. Лорд Ливерпул посоветовал восстановить статус-кво, и на эти условия также согласились американцы, изначально рассчитывавшие присоединить Канаду и покончить с британским военно-морским присутствием. Ожидался обмен всеми военнопленными, а британцы должны были освободить захваченных в США рабов или заплатить денежную компенсацию.

## Содержание соглашения
24 декабря 1814 года был подписан и скреплён печатями Гентский мирный договор, ратификация которого состоялась в феврале 1815 года и положила конец англо-американской войне. В результате подписания договора обе стороны обязывались вернуть всех военнопленных и захваченные корабли, вывести войска с территорий друг друга. США восстановили контроль над более чем 40 тыс. км² земель около Большого озера и озера Мичиган, а также в округе Мэн. Британцы вернули под свой контроль Верхнюю Канаду, а испанцы заполучили обратно Флориду. Таким образом, территориальных изменений не было зафиксировано по сравнению с Парижским миром 1783 года.
Британцы обещали вернуть всех освобождённых рабов, которых захватили во время боевых действий. Однако в 1826 году британцы вместо этого решили выплатить компенсацию Штатам в размере 1 204 960 долларов США (около 27,2 млн. долларов по курсу 2019 года). Обе страны также обещали принять решительные меры по прекращению международной работорговли.
Спорные вопросы, вызвавшие войну, разрешались много позже в последующих соглашениях. Пьер Бертон писал следующее о договоре в Генте:

Всё это выглядело так, как будто никакой войны не было. Или, грубо говоря, война велась вообще без уважительной причины. Поскольку ничего не изменилось, за исключением того, что появились могилы людей, умиравших за какую-то мелочь. [...] В учебниках по истории США будут писать об озере Эри и Форте МакГенри, в канадских учебниках — о Куинстонских высотах и ферме Крайслера, но без упоминания крови, зловония, эпидемий, ужаса, попустительства и безумия, которое пришло с каждой из армий.
Оригинальный текст (англ.)It was as if no war had been fought, or to put it more bluntly, as if the war that was fought was fought for no good reason. For nothing has changed; everything is as it was at the beginning save for the graves of those who, it now appears, have fought for a trifle [...]. Lake Erie and Fort McHenry will go into the American history books, Queenston Heights and Crysler's Farm into the Canadian, but without the gore, the stench, the disease, the terror, the conniving, and the imbecilities that march with every army.

## Последствия
За последующий век между британцами и американцами возникали некоторые территориальные и дипломатические споры, однако для их разрешения не понадобилась военная сила: всё решалось мирно, иногда с помощью арбитража. Война положила конец ещё одной проблеме: многие индейские племена, союзные британцам, потерпели поражение в стычках с американцами и позволили Штатам расширяться на запад. Британцы, считавшиеся одной из ведущих мировых держав, в ходе войны потерпели несколько серьёзных поражений, и итог этой войны американцы расценивали как победу для себя и как окончательное фактическое признание Штатов независимыми со стороны Великобритании.
Джеймс Карр полагал, что британцы, ведя мирные переговоры, прекрасно знали о намерениях армии захватить Новый Орлеан, но не собирались прекращать процесс даже в случае своей военной победы. Новости о договоре достигли Штатов уже тогда, когда они победили британцев под Новым Орлеаном, и заключение мира воодушевило все стороны. Сенат ратифицировал договор 16 февраля 1815 года; 17 февраля президент Мэдисон обменялся ратификационными грамотами с британским дипломатом в Вашингтоне, а 18 февраля договор вступил в силу.
За Гентским договором последовало заключение торговой конвенции в 1814 году, соглашения о демилитаризации Великих озёр в 1817 году, конвенций 1818 года о рыболовстве в Северной Атлантике, о северной границе США и так называемым совместном владении Орегоном.

## Память
- В сентябре 1921 года на границе Британской Колумбии и штата Вашингтон была воздвигнута Арка мира[англ.] высотой 20,5 м, символизирующая всегда открытые ворота на границе США и Канады[29].
- В 1922 году в Вашингтонском парке[англ.] в Чикаго был открыт Фонтан времени[англ.], символизирующий 110 лет мира между США и Великобританией[30].
- В 1927 году между Буффало и Форт-Эри[англ.] был открыт Мост мира[англ.] в ознаменование века мирных отношений между странами[31].
- В 1936 году был открыт Международный мемориал мира и победы Перри[англ.], увековечивший битву на озере Эри, в ходе которой коммодор флота США Оливер Азар Перри одержал одну из важнейших побед в войне 1812 года, а также наступление мира между Великобританией, США и Канадой. Мемориал находится на перешейке.